# Liste der Bischöfe von Leiria
Die folgenden Personen waren Bischöfe von Leiria (Portugal):
- Brás de Barros OSH (1545–1556)
- Sancho de Noronha (1556) (Elekt)
- Gaspar do Casal OESA (1557–1579) (dann Bischof von Coimbra)
- António I. Pinheiro (1579–1582)
- Pedro I. de Castilho (1583–1604)
- Martim Afonso Mexia (1604–1615) (dann Bischof von Lamego)
- Rui Pires da Veiga (1615)
- António II. de Santa Maria OESA (1616–1623)
- Francisco de Menezes (1625–1627) (dann Bischof von Faro)
- Dinis de Melo e Castro (1627–1636) (dann Bischof von Viseu)
- Pedro II. Barbosa de Eça (1636–1640)
- Diogo de Sousa (1640)
- Jerónimo de Mascarenhas (1648)
- Pedro III. Vieira da Silva (1670–1676)
- Domingos de Gusmão OP (1677–1678) (dann Erzbischof von Évora)
- José I. de Lencastre OCarm (1681–1694)
- Álvaro de Abranches e Noronha (1694–1746)
- João I. de Nossa Senhora da Porta CRSA (1746–1760) (dann Erzbischof von Évora)
- Miguel de Bulhões e Souza OP (1761–1779) (dann Bischof von Malakka und Belém)
- António III. Bonifácio Coelho (1779)
- Lourenço de Alencastre (1780–1790)
- Manuel I. de Aguiar (1790–1815)
- João II. Inácio da Fonsca Melo (1818–1834)
- Guilherme Henriques de Carvalho (1843–1845) (dann Patriarch von Lissabon)
- Manuel II. José da Costa (1846–1851)
- Joaquim Pereira Ferraz OSB (1852–1873)
- Von 1881 bis 1918 war das Bistum Leiria aufgelöst.
- José II. Alves Correia da Silva (1920–1957)
- João III. Pereira Venâncio (1958–1972)
- Alberto Cosme do Amaral (1972–1993)
- Serafim de Sousa Ferreira e Silva (1993–2006)
- António Kardinal Marto (2006–2022) (vorher Bischof von Viseu)
- José Ornelas Carvalho SCJ (seit 2022) (vorher Bischof von Setúbal)